# Hierodula patellifera
Hierodula patellifera — вид справжніх богомолів, поширений в Східній та Південній Азії. Належить до багатого видами роду Hierodula, основний ареал якого охоплює Південно-Східну Азію та Австралію. Великі зелені чи бурі богомоли

## Опис
Тіло кремезне, довжиною 4,5-6,5 см у самців та 5-7 см у самиць. Забарвлення зелене або брунатно-фіолетове. На голові присутній невеликий горбик між основами антен та очима. На внутрішньому краї тазиків передніх ніг наявні 2-4 білуваті лопаті, що закінчуються тендітними шипами. Задні та середні ноги з шипом на коліні. Шкірясті надкрила повністю покривають кінець черевця, задні крила добре розвинені, прозорі. На передніх крилах наявне велике білувате вічко.

## Спосіб життя
Віддає перевагу деревній чи чагарниковій рослинності, де полює на комах з засідки, приймаючи характерну для більшості богомолів позу «молільника». Імаго добре літає, самці активно летять на світло, самиці по мірі набирання ваги літати припиняють.
Статевозріла самиця приблизно за 14 днів після останнього линяння починає здійснювати приваблення самців. Зазвичай самиці в спокої сидять з нижнього боку на гілці дерева, крилами вниз. Поведінка приваблення самців складається з піднімання черевця відносно крил, а далі черевце роздувається, демонструючи червонясті краї черевних сегментів, а також, імовірно, посилюючи виділення феромонів. Таку поведінку демонструють лише незапліднені самиці, після запліднення вона зникає.
Самиця відкладає велику оотеку зеленуватого кольору, яка надалі темніє. Оотека циліндрична, приблизно 1,5 см у довжину та 1,3 см у діаметрі, з гострим кінчиком до передньої частини. Вилуплення личинок відбувається за 3-4 тижні. З оотеки одночасно виходить приблизно 150 личинок.

## Поширення
Зустрічається в Східній Азії. Уперше описаний на Яві. Присутній у Малайзії, Індії, Японії, Кореї, Таїланді, В'єтнамі. Як інвазивний вид виявлений на Гаваях. 
У 2020 році було повідомлено про виявлення цього виду на півдні Франції принаймні з 2013 року, а також на півночі Італії. Найбільш імовірним шляхом потрапляння виду до Європи вважають перевезення оотек з товарами з Азії, зокрема на бамбукових мітлах.

## У культурі
Богомолів та оотеки Hierodula patellifera використовують у їжу в Китаї та як засіб народної медицини в Японії, Кореї та Китаї.
Цього богомола зображено на марці Бутану 1969 року ціною 3 нгултруми.